# Заголов (озеро)
Заголов (Заголевское) — озеро в Лядской волости Плюсского района Псковской области в истоках реки Озванка у болота Куликовский Мох.
Площадь — 0,03 км² (3,0 га). Максимальная глубина — 3,0 м, средняя глубина — 2,0 м.
На берегу озера населённых пунктов нет.
Тип озера был определён как карасёвый, где водятся рыбы: карась, вьюн.
Для озера характерно: низкие и отлогие частично заболоченные берега; дно илистое, в прибрежье местами с песком; сплавины, коряги. Периодически отмечаются заморы.